# The Stuff Heroes Are Made Of
The Stuff Heroes Are Made Of é um filme mudo norte-americano de 1911 em curta-metragem, do gênero drama, dirigido por D. W. Griffith, estrelado por Frank Powell e com Blanche Sweet.

## Elenco
- Edwin August
- Blanche Sweet
- Marion Sunshine
- Jack Pickford